# Kerstin Schipper
Kerstin Schipper (* 31. März 1964 in Pinneberg) ist eine deutsche Juristin und Vorsitzende Richterin am Bundesverwaltungsgericht.

## Werdegang
Nachdem Kerstin Schipper 1992 in Hamburg ihr Zweites Juristisches Staatsexamen abgelegt hatte, trat sie im Februar 1993 in den Justizdienst des Bundeslandes Mecklenburg-Vorpommern als Richterin auf Probe ein. Sie war ab Beginn des Jahres 1995 am Verwaltungsgericht Greifswald tätig und wurde 1996 zur Richterin am Verwaltungsgericht ernannt. Im Juli 1997 erfolgte eine zwei Jahre dauernde Abordnung als wissenschaftliche Mitarbeiterin an das Bundesverwaltungsgericht. Sie wurde im Oktober 2000 zur Richterin am Oberverwaltungsgericht Mecklenburg-Vorpommern ernannt, aber bis Januar 2001 an das Verwaltungsgericht Greifswald und dann für ein Jahr an das Landesverfassungsgericht Mecklenburg-Vorpommern abgeordnet. Vom August 2006 bis Februar 2008 war sie im Justizministerium Mecklenburg-Vorpommerns tätig und anschließend Vizepräsidentin des Verwaltungsgerichtes Greifswald.
Seit dem 4. August 2008 ist Kerstin Schipper als Richterin am Bundesverwaltungsgericht tätig. Sie gehörte zunächst dem für Umweltschutz-, Abfall-, Atom-, Wasserrecht und das Recht des Baues von Wasserstraßen zuständigen 7. Revisionssenat des Bundesverwaltungsgerichtes an. Am 13. November 2019 wurde sie zur Vorsitzenden Richterin am Bundesverwaltungsgericht ernannt und ihr wurde der Vorsitz des 4. Revisionssenats übertragen. Dieser ist u. a. für das Bau- und Bodenrecht, das Recht des Ausbaues von Energieleitungen, das Recht der Anlegung und des Betriebes von Flugplätzen, das Denkmalschutzrecht sowie das Natur- und Landschaftsschutzrecht zuständig.